# 白古屯镇
白古屯镇，是中华人民共和国天津市武清区下辖的一个乡镇级行政单位。
2013年，天津市民政局批复同意撤销白古屯乡，设立白古屯镇。

## 行政区划
白古屯镇下辖以下地区：
东马房村、西黄辛庄村、邱古庄村、杨疙瘩村、后屯村、耿庄村、徐庄村、和平庄村、新房子村、大魏庄村、小魏庄村、小天村、小赵庄村、屈刘庄村、白古屯村、付村、稍子营村、大赵庄村、骆驼圈村、桐林村和韩村。